# لمجد عامر
لمجد عامر (بالإنجليزية: Lamjed Ameur)‏ (مواليد 9 فبراير 1990 في تونس لاعب كرة قدم تونسي يجيد اللعب في خط الهجوم يلعب حالياً في نادي الهلال الليبي .

## روابط خارجية
- لمجد عامر على موقع قاعدة بيانات كرة القدم.إي يو (الإنجليزية)
- لمجد عامر على موقع Soccerway.com (الإنجليزية)